# Madeleine Thomas
Madeleine Thomas (ur. 23 marca 1950) – francuska lekkoatletka, biegaczka średniodystansowa.
Zdobyła brązowy medal w sztafecie 4 × 2 okrążenia na halowych mistrzostwach Europy w 1972 w Grenoble (sztafeta francuska biegła w składzie: Thomas, Bernadette Martin, Nicole Duclos i Colette Besson).
Zdobyła brązowy medal w biegu na 800 metrów na igrzyskach śródziemnomorskich w 1975 w Algierze.
Była mistrzynią Francji w biegu na 800 metrów w 1974 i 1975 oraz w biegu na 1500 metrów w 1975, a także wicemistrzynią w biegu na 800 metrów w 1973. W hali była mistrzynią Francji w biegu na 800 metrów w 1975 i 1976 oraz wicemistrzynią na tym dystansie w 1973.
Ustanowiła rekord Francji w sztafecie 4 × 800 metrów czasem 8:22,0 (31 maja 1975 w Bourges).
Rekordy życiowe Thomas:
- bieg na 800 metrów – 2:03,9 (1973)
- bieg na 1500 metrów – 4:22,4 (1976)